# Waldemar Schauman
Fredrik Waldemar Schauman (10. august 1844 i Helsinki—16. september 1911 sammested) var en finsk militær og embedsmand. Han var far til Eugen Schauman.
Schauman blev 1862 officer, 1875 oberst i generalstaben, 1885 referent hos den russiske krigsminister af finske militære sager, 1886 generalmajor, 1888 chef for staben for det finske militær samt 1889 tillige formand for den finske overkrigsret; 1894 blev han guvernør for Vasa län, 1896 generalløjtnant og endelig senator 1898. Fra 1897 sad Schauman i forskellige udvalg, som skulle undersøge den finske militærlov og foreslå fornyelser af det finske militærvæsen. I disse holdt han på Finlands ret til at bevare sin nationale hær. Han var mellem de regeringsmedlemmer, som afgik 1900 på grund af konflikt mellem det finske lovlighedsprincip og den af Bobrikov repræsenterede russificering. Efter at sønnen Eugen 1904 havde skudt Bobrikov, blev Schauman længe holdt i strengt fængsel i Peter og Paulus-fæstningen, anklaget for højforræderi, men blev befriet ved Åbo hovrätts dom i sagen.